# Payerne (gemeente)
Payerne is een gemeente en plaats in het Zwitserse kanton Vaud en maakt sinds 1 januari 2008 deel uit van het district Broye-Vully. Voor 2008 was Payerne de hoofdplaats van het toenmalige gelijknamige district. Payerne telt circa 9700 inwoners (2017). Het stadje ligt aan de Broye.
Het deels historische centrum wordt gedomineerd door de voormalige abdijkerk Notre Dame uit de 11e eeuw. Ernaast staat de 'reformierte Pfarrkirche' uit de 14 eeuw. Ook herbergt het stadje nog enkele bezienswaardige patriciërshuizen en een deel van de stadsmuur met torens o.a. Tour Barraud.
De Zwitserse luchtmacht heeft hier een belangrijke vliegbasis. De Payerne Golf Club heeft hier een golfbaan.
Op 25 augustus 1876 opende de Suisse Occidentale het spoorwegtraject van Payerne naar Fribourg.

## Geboren
- Aimée Rapin (1868-1956), kunstschilderes
- Jacques Chessex (1934-2009), schrijver

## Bekende inwoners
- Léon Savary (1895-1968), schrijver en journalist